# À l'Olympia 1998
Albums de Anne Sylvestre
Les Arbres verts Partage des eaux
À l'Olympia 1998 est un enregistrement de concert d'Anne Sylvestre à l'Olympia en 1998, paru chez EPM.

## Historique
Anne Sylvestre souhaitait célébrer ses quarante ans de carrière en se produisant à l'Olympia, du 31 mars au 4 avril 1998.

« Je termine mon spectacle avec trois chansons humoristiques: quand on a commencé à rigoler c'est dur de passer à un autre registre. Il est préférable de se quitter sur un éclat de rire. »

Sorti en 1998, c'est le quatrième album en concert d'Anne Sylvestre.
Il est aussi sorti sous forme de DVD.

## Titres
CD 1
Toutes les chansons sont écrites et composées par Anne Sylvestre.
| No  | Titre                                                       | Durée |
| --- | ----------------------------------------------------------- | ----- |
| 1.  | T'en souviens-tu la Seine                                   |       |
| 2.  | Clémence en vacances                                        |       |
| 3.  | Tiens-toi droit                                             |       |
| 4.  | Le Petit Caillou des rêves (musique de Maxime Le Forestier) |       |
| 5.  | Les Gens qui doutent                                        |       |
| 6.  | Un mur pour pleurer                                         |       |
| 7.  | Le Baromètre                                                |       |
| 8.  | Non, tu n'as pas de nom                                     |       |
| 9.  | Lazare et Cécile                                            |       |
| 10. | D'accord                                                    |       |
| 11. | Elle f'sait la gueule                                       |       |
| 12. | Si mon âme en partant                                       |       |
| 13. | Les Impedimenta                                             |       |
| 14. | J'attends                                                   |       |
| 15. | La Reine du créneau                                         |       |

CD 2
Toutes les chansons sont écrites et composées par Anne Sylvestre.
| No  | Titre                         | Durée |
| --- | ----------------------------- | ----- |
| 1.  | Mon mari est parti            |       |
| 2.  | Écrire pour ne pas mourir     |       |
| 3.  | Le Pont du Nord               |       |
| 4.  | Le Lanceur de couteaux        |       |
| 5.  | Les Arbres verts              |       |
| 6.  | Vous me trottez dans la tête  |       |
| 7.  | Un bonheur incompréhensible   |       |
| 8.  | Belle Parenthèse              |       |
| 9.  | Lettre anonyme à Jules        |       |
| 10. | Une sorcière comme les autres |       |
| 11. | Carnet de tickets             |       |
| 12. | Les Amis d'autrefois          |       |
| 13. | Pas de titre                  |       |
| 14. | Les Vieilles Douleurs         |       |
| 15. | Les Grandes Balades           |       |
| 16. | Parti-partout                 |       |
| 17. | Les Blondes                   |       |
| 18. | Trop tard pour être une star  |       |

## Production
- Arrangements : François Rauber
- Mise en image : Raphaël Caussimon
- Prise de son et mixage : Julius Tessarech